# Carl von Dänemark

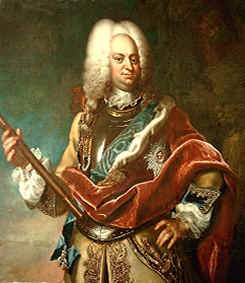
Carl von Dänemark

Carl von Dänemark (* 26. Oktober 1680 in Kopenhagen; † 8. Juli 1729) war ein Prinz aus dem dänischen Königshaus. Er war der vierte Sohn von König Christian V. und dessen Frau Charlotte Amalie und ein jüngerer Bruder von König Frederik IV.

## Kindheit und Jugend

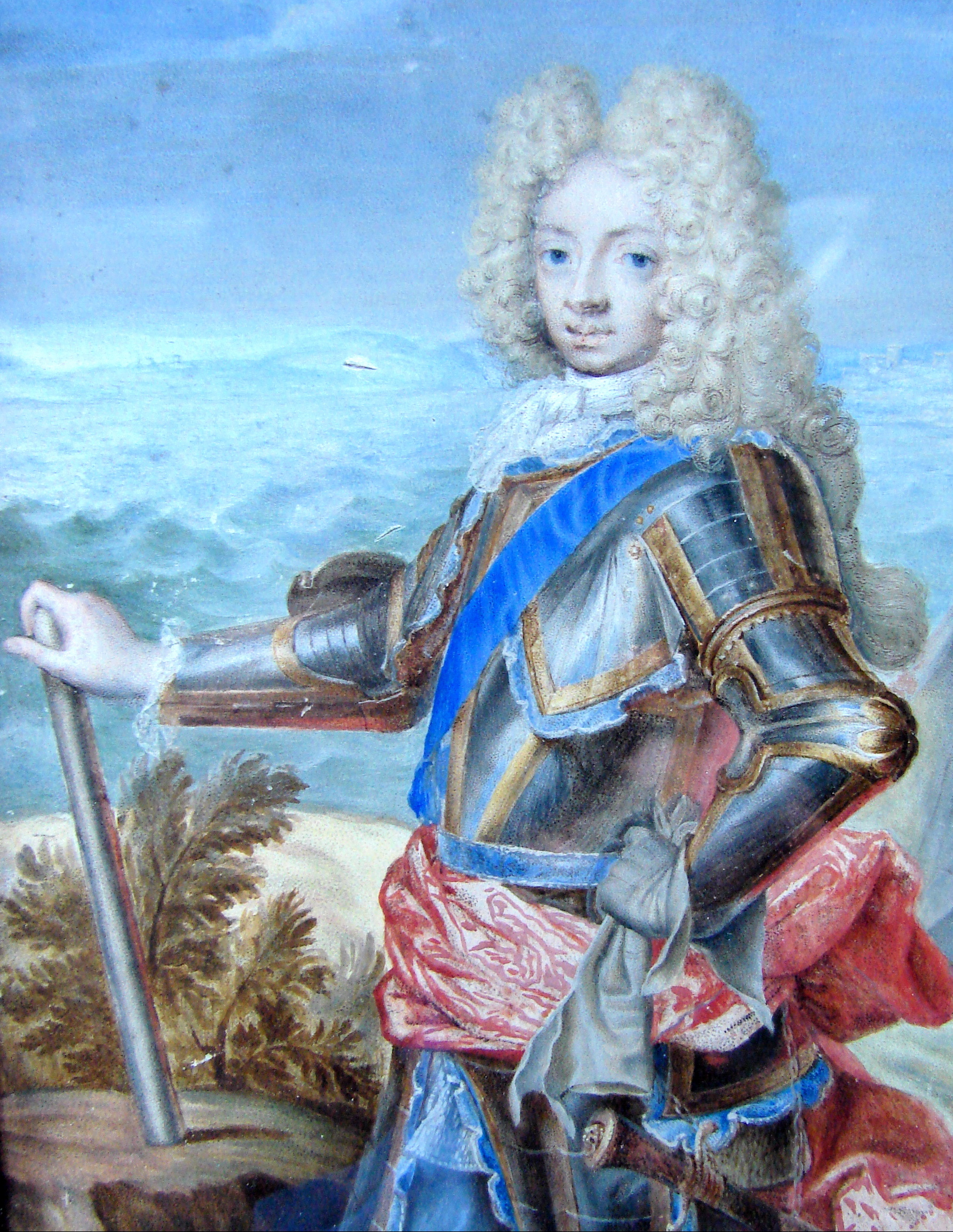
Porträt von Prinz Carl von Georg Saleman, Kopie nach einem Gemälde von Hyacinthe Rigaud

Prinz Carl wuchs unter der Aufsicht des Staatsministers und Oberhofmeisters Johann Georg von Holstein und dem von ihm mit Carls Erziehung beauftragten Christian Siegfried von Plessen auf. 1696 löste Carl von Ahlefeldt J. G. von Holstein ab. Die Erziehung war daher deutsch geprägt, bis Christian V. festlegte, dass er eher die dänische als die deutsche Bibel lesen sollte und dass sein Hausgeistlicher (konfessionarius) mit dem Prinzen Dänisch und Latein sprechen sollte.
Der Prinz, der als Kind kränklich war, unternahm ab 1695 eine Grand Tour. In der Instruktion zur Reise wurde ihm und seinem Begleiter Karl Adolf von Plessen aufgetragen, Höflinge und Hauptstädte, wo der Aufenthalt weder seinem Studium noch seiner Religiosität nützen könnte, so weit wie möglich zu meiden. Am längsten hielt er sich in Montpellier auf, die Reise ging bis Italien. Im April 1699 kehrte er nach Dänemark zurück, kurz bevor sein Vater im Mai starb und sein älterer Bruder die Thronfolge antrat.
Ab 1697 verfolgte Dänemark den Plan, eine Allianz mit Schweden durch eine Doppelhochzeit zu schmieden. Der schwedische König Karl XII. sollte Prinzessin Sophia Hedwig von Dänemark heiraten und Prinz Carl Prinzessin Hedwig Sophia von Schweden. 1698 wurde Hedwig Sophia jedoch mit Herzog Friedrich IV. von Schleswig-Holstein-Gottorf verheiratet. Auch die Verhandlungen um eine Verlobung Carls mit der damals erst 10-jährigen jüngsten Schwester des schwedischen Königs,  Ulrika Eleonora, misslangen. Dänemark und Schweden standen sich ab 1700 im Großen Nordischen Krieg als Feinde gegenüber. Sowohl Sophia Hedwig als auch Carl bleiben unverheiratet.

## Hochstift Lübeck
Am 28. Oktober 1699 erhielt Carl eine Domherren-Präbende im Lübecker Domkapitel. Damit begann eine diplomatische Auseinandersetzung mit dem Haus Schleswig-Holstein-Gottorf um die Nachfolge von Fürstbischof August Friedrich von Schleswig-Holstein-Gottorf. Diese war Teil der schon lange schwelenden Machtkämpfe der beiden Häuser um die Vorherrschaft in den Herzogtümern Schleswig und Holstein. Gottorf war zudem mit Schweden, dem Gegner Dänemarks im Großen Nordischen Krieg alliiert.
Im Lübecker Kapitel standen sich zwei Fraktionen oder Parteien, eine dänische und eine gottorfische, gegenüber. Bei der Frage nach einem Koadjutor mit dem Recht der Nachfolge für Fürstbischof August Friedrich wurden sowohl für den Gottorfer Prinzen Christian August, wie für den dänischen Prinzen Carl Ansprüche erhoben. Kaiser Leopold I. empfahl dem Kapitel Prinz Carl und erklärtete ihn vorzeitig für mündig. Von Gottorfer Seite schickte man den damaligen Kammerjunker Georg Heinrich von Görtz nach Wien; er erreichte eine Verfügung des Reichshofrats vom 28. Juli 1700, die die Beschlüsse des Domkapitels genehmigte und bestätigte, das Koadjutorat bei Gottorf zu lassen.
Am 12. Mai 1701 schritt das Domkapitel bzw. dessen gottorfische Fraktion zur Koadjutorenwahl und wählte den Gottorfer Prinzen Christian August. Die dänische Partei war nicht erschienen; tags darauf versammelte sie sich eigens und wählte ihrerseits Prinz Carl zum Koadjutor. Beide Parteien erhoben ihre Beschwerden; der kaiserliche Hof schien nunmehr dem Gottorfischen Hause weniger günstig, allein Görtz wusste abermals am 3. Juni 1702 eine vorteilhafte Entscheidung des kaiserlichen Geheimen Rats zu erwirken. Dänischerseits verwarf man diese, weil nur der Reichshofrat in der Sache erkennen könne. Die Angelegenheit war noch unentschieden, als Bischof August Friedrich von Schleswig-Holstein-Gottorf am 2. Oktober 1705 plötzlich zu Eutin starb.
Es gab nun zwei Koadjutoren, die beide das Recht zur Nachfolge beanspruchten, was zu einer militärischen Auseinandersetzung und zu Weihnachten 1705 zur Belagerung und Besetzung von Schloss Eutin durch die Dänen führte. Durch diplomatisches Eingreifen der englischen Königin Anne sowie der Generalstaaten und nach Zusicherung einer Rente wurde Prinz Carl jedoch zur Aufgabe seines Anspruches gebracht, so dass der Kandidat der gottorfischen und mit Schweden verbündeten Partei Christian August von Schleswig-Holstein-Gottorf die Nachfolge antreten konnte. Endgültig beigelegt wurde die Auseinandersetzung erst nach Abschluss der Altranstädter Konvention, als Christian August 1709 vom Kaiser mit dem Hochstift Lübeck belehnt wurde.
Carl behielt seine Präbende noch bis 1715.

## Gutsherr und Pferdezüchter

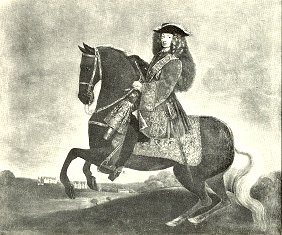
Prinz Carl zu Pferde

1703 überließ Frederik IV. ihm das Jagdschloss Jægerspris auf Lebenszeit. Carl betrieb hier und später auch in Vemmetofte ein Gestüt. Nach dem Tod seiner Mutter Charlotte Amalie erbte er Vemmetofte und Højstrup auf Seeland sowie das Schloss Charlottenborg in Kopenhagen. Er besaß auch einen Lustgarten außerhalb der damaligen Stadt, der später unter dem Namen Blågård bekannt war; ein Name, der sich in der Bezeichnung Blågårds Plads im Kopenhagener Stadtteil Nørrebro noch erhalten hat.
Carl führte ein ruhiges Leben als Besitzer seiner Güter. Er setzte sich für seine Bauern ein und förderte den Unterricht bei ihnen. Er galt als fromm und scheint vom Pietismus beeinflusst worden zu sein. Dennoch beschäftigte er sich auch mit Alchemie.

## Familienstreitigkeiten

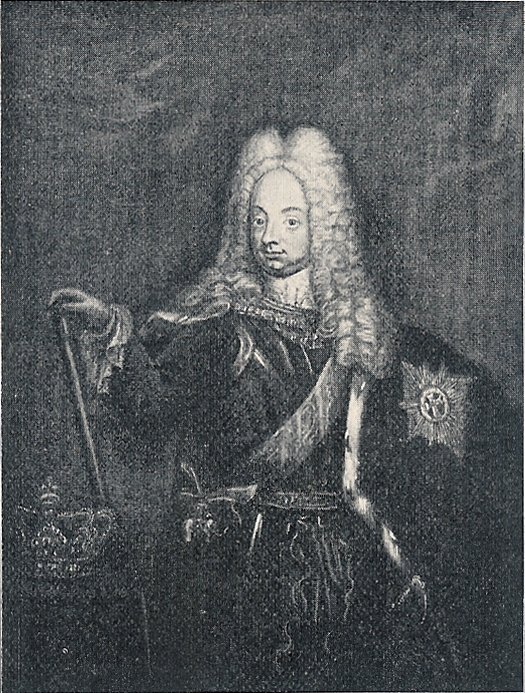
Prinz Carl zu Vemmetofte

Als Frederik IV. 1721 seine bisherige Mätresse Anna Sophie von Reventlow heiratete und zur Königin machte, kam es zu einem Bruch zwischen den Brüdern. Prinz Carl boykottierte mit seiner Schwester Sophia Hedwig fortan das Hofleben und zog sich mit ihr auf das Gut Vemmetofte zurück. Sie behielten jedoch eine aufwendige Hofhaltung bei, der Karl Adolph von Plessen als Hofmarschall vorstand.
Carl starb knapp 49 Jahre alt. Er wurde im Dom zu Roskilde beigesetzt. Seine Haupterbin war seine Schwester Sophia Hedwig.

## Auszeichnungen
- 1680 Elefanten-Orden